# Pro TV Chișinău
Pro TV ChișinăuはモルドバのPro TV SRL傘下に置くモルドバのテレビチャンネル。1999年9月3日開局。